# Ryūtarō Ōtomo
Ryūtarō Ōtomo (大友柳太朗, Ōtomo Ryūtarō), né le 5 juin 1912 et mort le 27 septembre 1985, est un acteur japonais.

## Biographie
Ryūtarō Ōtomo a tourné dans plus de 270 films entre 1935 et 1985. Il se suicide en 1985.

## Filmographie sélective
- 1948 : Ōshō, le joueur d'échecs (王将, Ōshō?) de Daisuke Itō
- 1957 : Adauchi sōzenji baba (仇討崇禅寺馬場?) de Masahiro Makino

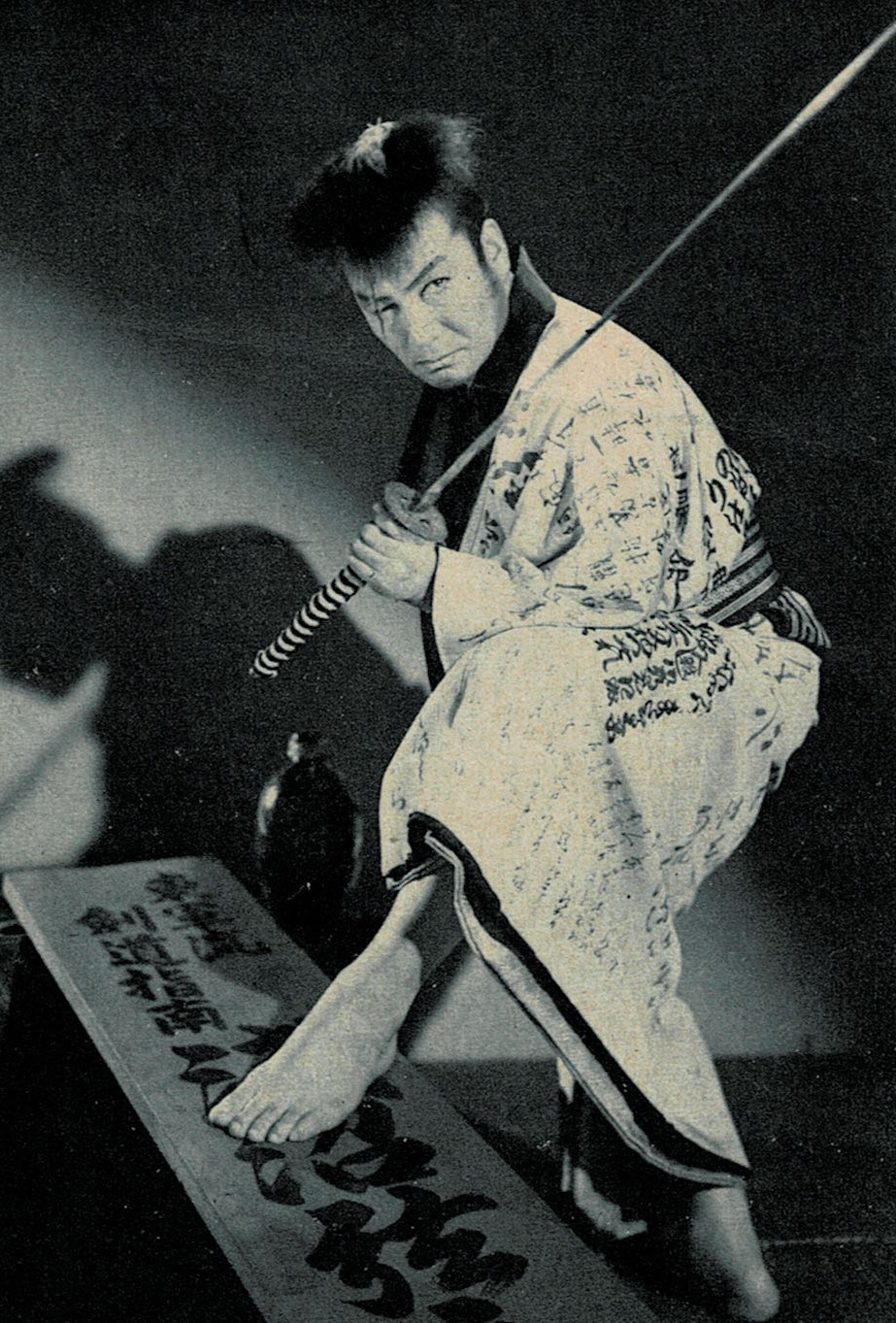
Ryūtarō Ōtomo dans Tange Sazen (1958).

- 1958 : Tange Sazen (丹下左膳?) de Sadatsugu Matsuda : Tange Sazen
- 1959 : Tange Sazen: Dotō-hen (丹下左膳 怒濤篇?) de Sadatsugu Matsuda : Tange Sazen
- 1959 : Umon torimonochō: Katame no ōkami (右門捕物帖 片眼の狼?) de Tadashi Sawashima
- 1960 : The Mysterious Sword ou The Magic Sword (丹下左膳 妖刀濡れ燕, Tange Sazen: Yōtō nure tsubame?) de Sadatsugu Matsuda : Tange Sazen[2]
- 1961 : Akō rōshi (赤穂浪士?) de Sadatsugu Matsuda
- 1961 : Tange Sazen: Nuretsubame ittōryū (丹下左膳 濡れ燕一刀流?) de Sadatsugu Matsuda : Tange Sazen
- 1962 : Le Révolté (天草四郎時貞, Amakusa Shirō Tokisada?) de Nagisa Ōshima : Shinbei Oka
- 1962 : Tange Sazen: Kan'unkonryū no maki (丹下左膳 乾雲坤竜の巻?) de Tai Katō : Tange Sazen
- 1966 : Kairyū daikessen (怪竜大決戦, Kairyū daikessen?) de Tetsuya Yamanouchi (ja)
- 1981 : Brumes de chaleur (陽炎座, Kagerō-za?) de Seijun Suzuki
- 1985 : Tampopo (タンポポ, Tanpopo?) de Jūzō Itami : professeur de ramen